# أقليات مسلمة
الأقلية: هي جماعة تعيش بين جماعة أكبر، وتكون مجتمعاً تربطه ملامح تميزه عن المحيط الاجتماعي حوله، وقد تعتبر مجتمعاً يعاني من تسلط مجموعة تتمتع بمنزلة اجتماعية أعلى وإمتيازات أعظم تهدف إلى حرمان الأقلية من ممارسة كاملة لمختلف صنوف الأنشطة اجتماعية أو اقتصادية والسياسية، بل تجعل لهم دورًا محدودًا في مجتمع الأغلبية، وتختلف الأقليات من حيث العدد والمنزلة الاجتماعية، ومدى تأثيرها في مجتمع الأكثرية، ومهما كانت هذه المنزلة، فمجتمع الأكثرية، ينظر إليهم على أنهم (غرباء) عنه، أو شائبة تشكل عضو شاذ في كيانه، وقد بلغ الأمر إلى حد العزل الكلي لجماعات الأقلية، حيث نجد أن لجماعات الأقلية أحياء خاصة بهم بل ومؤسسات خدمية مختلفة كما في جنوب أفريقيا. ومحور قضية الأقلية بني على صفات خاصة نتج عنها عدم التفاعل الاجتماعي مع مجتمع الأكثرية، وهذه الصفات قد تكون عرقية، وهي سمات واضحة في مجتمع جنوب أفريقيا والأمريكتين، أو تكون لغوية مثل جماعات الوالون في بلجيكا، أوتبني على فوارق ثقافية كحال جماعات اللاب في إسكندنافية، وأبرزها الملمح الديني، وهذا شأن الأقليات المسلمة في معظم أنحاء العالم وبصفة خاصة في شعوب جنوب شرقي آسيا، فالأقليات المسلمة تنتمي إلى أصول عرقية واحدة تربطها بالأغلبية، لكن التفرقة هنا تأتي  من الفوارق الدينية، والقضية هنا (عقائدية).
اختلف الباحثون فيما بينهم في التفرقة بين مفهومي الأقلية والدولة الإسلامية، فبعضهم يرى أنه إذا زادت نسبة المسلمين في الدولة عن 50% تصبح الدولة إسلامية، والبعض الآخر يرى أنه إذا كان المسلمون أغلبية مقارنة بأصحاب الديانات الأخرى وحتى وإن لم يتجاوزوا نسبة 50% تصبح الدولة إسلامية، وهناك فريق ثالث من الباحثين يرى أن المعيار في تحديد إسلامية الدولة هو النص الدستوري أو ديانة رئيس الجمهورية أو تشكيل النظام الحاكم.. إلخ.
في عام 2010 عاش حوالي 73% من مسلمي العالم في دول ذات أغلبية مُسلمة، في حين أنَّ 27% من مسلمي العالم يعيشون كأقليات دينية. ومن بين ما يقرب من 317 مليون مسلم يعيشون كأقليات، يعيش حوالي 240 مليون أي حوالي ثلاثة أرباع الأقليات المسلمة في كل من الهند وإثيوبيا والصين. إذ تتواجد أكبر الأقليات المسلمة في الهند وهي موطن لحوالي 11% من مسلمي العالم، تليها إثيوبيا (1.8%)، والصين (1.4%) وروسيا (1%) وتنزانيا (0.8%). وتضم الأمريكتين وأستراليا وأجزاء من أوروبا على أقليات مسلمة، حيث يعيش أقل من 3% من مسلمي العالم في أوروبا وأمريكا الشمالية.
من بين 232 بلداً وإقليماً في العالم، هناك 50 دولة ذات أغلبية مسلمة. ومع ذلك، فإن أكثر من 62% من الأقليات المسلمة، لديهم عدد سكان من المسلمين أصغر من روسيا والصين بشكل فردي. تضم منطقة الشرق الأوسط وشمال أفريقيا على أعلى نسبة من البلدان ذات الأغلبية المسلمة مقارنةً بالمناطق الأخرى. من بين 20 دولة وإقليماً في المنطقة، هناك 17 دولة ذات أغلبية من المسلمين، مع إستثناء إسرائيل. وبالمقارنة، فإن 12 دولة فقط من 61 دولة في آسيا، وحوالي 10 دول من 50 دولة في أفريقيا جنوب الصحراء، ودولتين من أصل 50 دولة في أوروبا (كوسوفو وألبانيا) ذات أغلبية مسلمة.

## أوضاع الأقلّيات

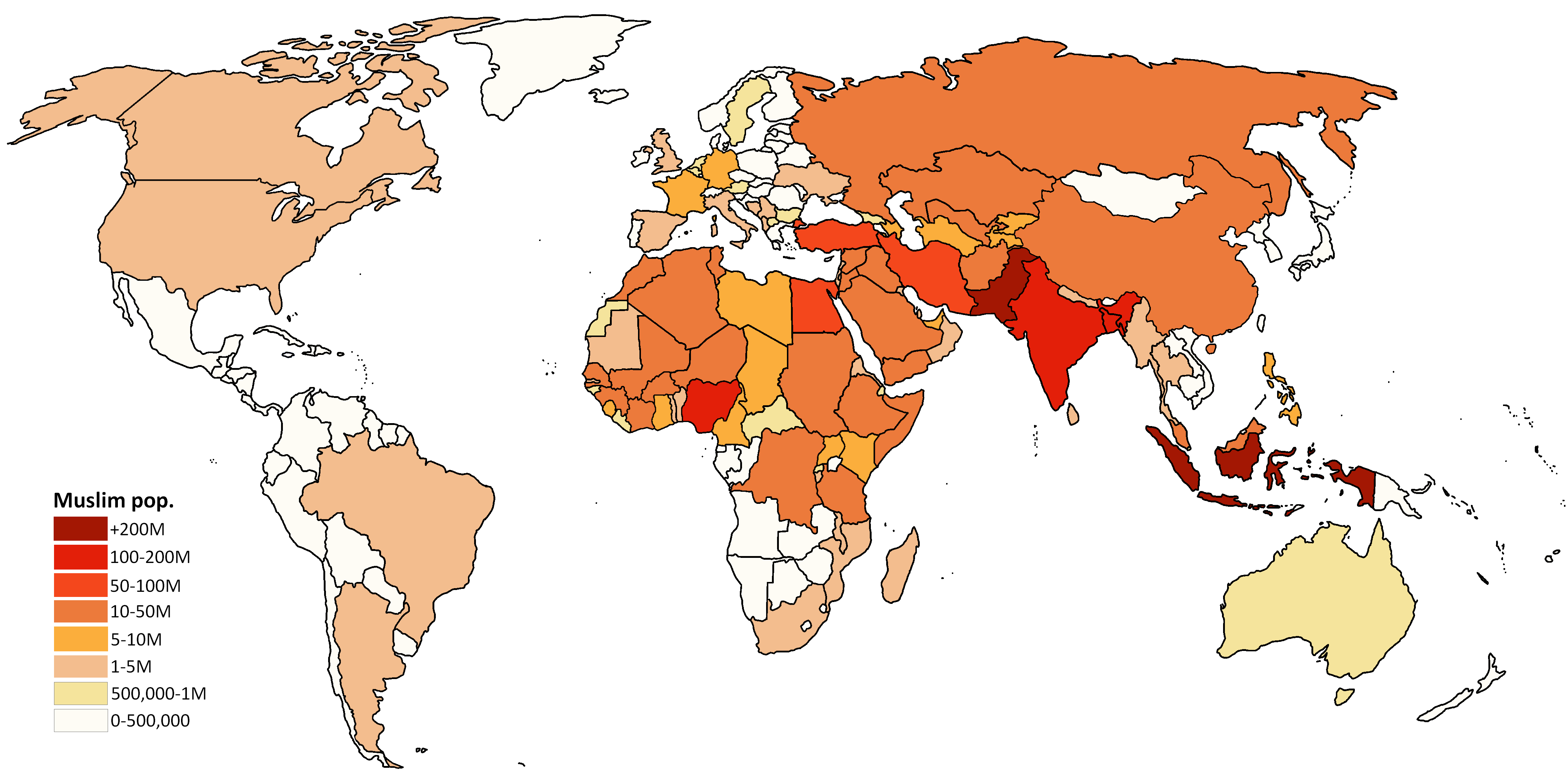

تختلف التحديات التي تواجهها الأقليات المسلمة بحسب الدول والأقاليم التي تنتمي إليها تلك الأقليات، حيث أن أي أقلية في العالم تتأثر بطبيعة الحال بالأوضاع الاقتصادية والسياسية والثقافية وغيرها من الأوضاع العامة لتلك البلدان التي تنتمي إليها، كما تتأثر أوضاع الأقليات المسلمة بطبيعة تكوين تلك الأقليات وثقافتها الخاصة، ففي أفريقيا تواجه الأقليات المسلمة ألواناً من التحديات أبرزها صراع الدعوة الإسلامية ضد الوثنية، التي لا تزال دين العديد من القبائل والعشائر الأفريقية، وتبرز على المسرح جهود البعثات التبشيرية المسيحية التي إتخدت من أفريقيا بؤرة تجمع للإنتشار بها منذ 150 عامًا ودعمت بأموال طائلة أعطتها مرونة الحركة، ثم برزت التحديات الماركسية في بعض قطاعات أفريقيا في الآونة الأخيرة.
واجهت الأقليات المسلمة في أوروبا ألواناً من التحديات إنصبت على صراع قديم إستغرق عدة قرون وخرجت الدعوة الإسلامية منه بأنصار لها من شعوب شرقها وغربها وجنوبها. وفي مستهل القرن العشرين تغيرت التحديات وتحولت إلى صراع مذهبي، تحدى الإسلام والمسيحية معًا، وتأتي صورة أخرى من غربي أوروبا فمعظم الأقليات المسلمة من عناصر مهاجرة تعيش في بيئة مغايرة. وفي الأمريكيتين لون آخر من التحديات تقوم على اللون أحياناً وعلى الدين أحياناً أخرى، وهكذا تعاني الأقليات من مختلف التحديات مما يجعل القضية تأخد أبعاداً عنصرية، ولكن ذلك لا يعني أن الأقليات المسلمة في أوروبا تعاني من الظلم والقهر وإنما هناك بعض الدول وعن طريق المنظمات الدولية غير الحكومية، تعمل على إدماج هذه الفئة من الناس.

### معلومات غير محايدة
البيانات المستمدة عن الأقليات المسلمة قد تعتريها مشكلة الإنحياز إما مع أو ضد، فقد تأتي من مصادر لها موقف مضاد من المسلمين فتنحاز إلى البيانات المتحاملة على تلك الأقليات والمقللة من شأنها، كما يمكن أن تأتي هذه البيانات من جهات مسلمة أو متعاطفة مع الإسلام فتنحاز إلى إظهار صورة تلك الأقليات على أنها مغلوب على أمرها ومتآمر عليها، بغض النظر عن عيوب تلك الأقليات ومشاكلها الداخلية.
تعد الأقليات المسلمة في بعض دول العالم محوراً نامياً، لها دورها في إجتذاب أنصار جدد من أفراد شعوبهم، فمن الأقليات المسلمة من يعيش وسط شعوب وثنية ملحدة، وتشكل الأقليات هناك كياناً عرقياً ولغوياً متجانساً يستطيع أن يجذب للدعوة عناصر جديدة.

## المسلمون في الدول المسيحية
وفقًا لدراسة نشرتها مركز بيو للأبحاث في عام 2009، كانت إثيوبيا تضم أكبر أقلية مُسلمة في الدول ذات أغلبية مسيحية وهي موطن لحوالي 1.8% من مسلمي العالم، تليها روسيا (1%)، وتنزانيا (0.8%)، وموزمبيق (0.3%)، والفلبين (0.3%) وألمانيا (أقل من 1%) وأوغندا (0.3%). ويشكل المسلمون أغلبية سكانية في دولتين في أوروبا من أصل 50 دولة أوروبية، وهي ألبانيا وكوسوفو.

### حركات التبشير
هذه المرة تنصب على التحديات المضادة والتي تعاني منها الأقليات المسلمة، تلك التيارات تتمثل في البوذية والهندوسية والمسيحية، وهي تيارات مدعومة مادياً وسياسياً، حيث اعتمد مجلس الكنائس العالمي مبلغ ألف مليون دولار للإنطلاق بالتنصير في 100 دولة سنة (1399 هـ -1979 م) ورصد لحركات التنصير مبلغ 151 مليار دولار سنة 1989 م، ويعطي الجانب المضاد القدرة على إقامة المدارس والمستشفيات والمؤسسات الدينية في مناطق الشعوب الفقيرة، وهذا يمثل إغراءً للجماعات الوثنية والجماعات ضعيفة الإيمان ويزيد من حدة الحرب الطائفية والصراع بين الأديان.

## المسلمون في الدول البوذية
يقصد هنا بشكل عام في بورما حيث يعاني المسلمون هناك من اغتصابٍ لمؤسساتهم الإسلامية.
المسلمون في ميانمار هم أقلية أمام الأغلبية البوذية ومعظمهم من شعب الروهينجيا وذوي الأصول المنحدرة من مسلمي الهند (بما فيها ما تعرف الآن ببنغلاديش) والصين (أسلاف مسلمي الصين في ميانمار أتوا من مقاطعة يونان)، وكذلك من أصلاب المستوطنين الأوائل من العرب والفُرس. وجلب البريطانيون العديد من المسلمين الهنود إلى بورما لمساعدتهم في الأعمال المكتبية والتجارة. وبعد الإستقلال أبقي على الكثير من المسلمين في مواقعهم السابقة وقد حققوا ازدهارا في التجارة وشهرة في السياسة.

## المسلمون في دول بلا أغلبيّة دينيّة واضحة
هناك 8 دول في العالم بلا أغلبيّة دينيّة واضحة وهي غينيا بيساو، ماكاو، ساحل العاج، سنغافورة، كوريا الجنوبية، تايوان، توغو وفيتنام. وساحل العاج هي موطن أكبر أقلية مُسلمة في الدول بلا أغلبيّة دينيّة واضحة، إذ في عام 2009 عاش في البلاد حوالي 7.7 مليون مسلم أي 36.7% من مجمل السكان.